# وینیل هالید

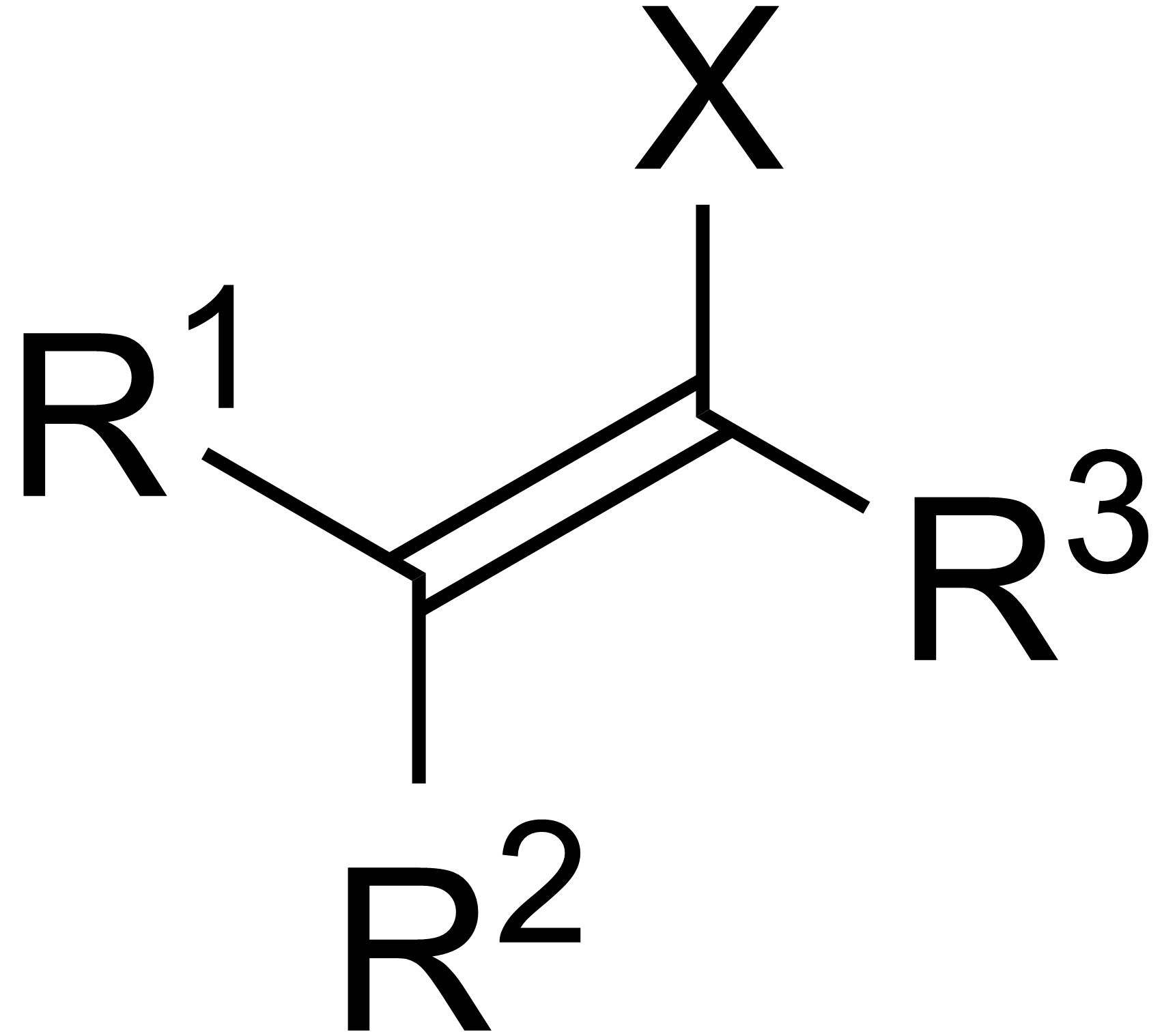
ساختار کلی یک وینیل هالید. که در آن X یک هالید و R ها زنجیره های جانبی هستند.

وینیل هالید (انگلیسی: Vinyl halide)نامی کلی برای توصیف ترکیباتی در شیمی آلی است که در آن یک اتم از گروه هالوژن‌ها مستقیماً به یکی از اتم‌های کربن در اتن متصل شده باشد. وینیل کلرید شناخته شده‌ترین ترکیب از این دسته است. این مواد کاربرد گسترده‌ای در صنایع شیمیایی و پتروشیمی برای تولید مواد پیچیده تر دارند.